# Road to Ruin
| 전문가 평가                   | 전문가 평가 |
| 평가 점수                     | 평가 점수   |
| 출처                          | 점수        |
| ----------------------------- | ----------- |
| AllMusic                      | [ 2 ]       |
| The Austin Chronicle          | [ 3 ]       |
| Blender                       | [ 4 ]       |
| NME                           | 10/10       |
| Q                             | [ 6 ]       |
| The Rolling Stone Album Guide | [ 7 ]       |
| Sounds                        | [ 8 ]       |
| Spin Alternative Record Guide | 9/10        |
| Uncut                         | 8/10        |
| The Village Voice             | A           |

《Road to Ruin》은 1978년 9월 22일, 사이어 레코드를 통해 발매된 미국의 펑크 록 밴드 라몬즈의 네 번째 스튜디오 음반이다. 이 음반은 토미 라몬을 대신한 새로운 드러머 마키 라몬이 참여한 최초의 라몬즈 음반이었다. 토미는 이전 음반의 판매량 저조와 투어 중 겪은 스트레스로 인해 밴드를 떠났지만, 에드 스타시움과 함께 음반을 제작하기 위해 밴드에 남아있었다. 이 커버 아트의 콘셉트는 라몬즈의 팬 거스 맥도널드가 디자인했으며, 이후 존 홈스트롬이 토미 대신 마키가 참여하도록 수정했다.
이 음반에는 헤비 메탈의 영향을 받은 기타 솔로와 1960년대 스타일의 발라드 등 펑크 록에서 덜 두드러지는 음악적 요소가 통합되었다. 《Road to Ruin》의 노래는 밴드가 더 많은 에어플레이를 할 수 있도록 하기 위한 시도로 일부에서는 간주되었다. 이 음반은 빌보드 200에서 103위로 전작인 《Rocket to Russia》에 비해 50계단 이상 뒤처지는 등 밴드가 기대했던 만큼 잘 팔리지 못했다. 하지만 《Road to Ruin》은 수십 년이 지난 지금까지도 팬들의 사랑을 받고 있다. "발매 후 거의 10년 만에 성공적인 뮤직 비디오를 제작한 〈I Wanna Be Sedated〉는 이후 밴드에서 가장 잘 알려진 트랙 중 하나이자 〈Blitzkrieg Bop〉에 이어 스포티파이에서 두 번째로 많이 스트리밍된 트랙이 되었다. 이 음반은 프로듀서 에드 스타시움의 신작으로 여러 차례 재발매되었다.

## 배경
밴드의 이전 음반 《Rocket to Russia》의 음반 판매량이 저조하자 드러머 토미 라몬은 주로 밴드의 프로듀싱에 집중하기 위해 공연직을 떠났다. 토미가 새로운 드러머를 찾자고 제안한 후, 그들은 뉴욕에 기반을 둔 클럽을 찾기 시작했다. CBGB에서 라몬즈의 베이시스트 디 디 라몬은 친구이자 리처드 헬 앤 더 보이도이스에서 드러머로 활동했던 마크 벨 (후에 마키 라몬)에게 라몬즈에 합류할 의향이 있는지 물었다. 이 만남이 있은 지 한 달 후, 매니저 대니 필즈는 마키에게 공식적으로 밴드 오디션을 요청했다. 조니, 조이, 디 디는 〈I Don't Care〉와 〈Sheena Is a Punk Rocker〉를 공연한 후 마키를 고용하기 위해 오디션을 보았지만, 약 20명의 다른 사람들이 드러머로 오디션을 보았다. 마키는 조금 더 기술적인 정교함으로 토미의 직설적인 기법에 근접했다.
마키가 밴드에 합류한 지 3주 후, 라몬 부부는 맨해튼 미드타운의 옛 성공회 교회 부지인 미디어사운드 스튜디오에서 《Road to Ruin》을 녹음하기 시작했다. 음반 엔지니어 에드 스타시움은 녹음 과정을 설명했다. "토미가 밴드를 떠난 후, 우리는 곧바로 마키 라몬과 함께 《Road to Ruin》 음반 작업에 들어갔다. 우리는 마키와 함께 리허설을 하고 그냥 녹음했다. 그런 다음 스튜디오에 들어가서 녹음하고 믹싱했다. 우리는 여름 내내 《Road to Ruin》에 많은 돈을 썼다. 《롤링 스톤》의 음악 평론가 존 영은 음반 제작을 "깨끗하고 단순하다"고 말했지만, 트랙 〈Bad Brain〉에는 드럼 비트 사이에 프로듀서가 제안한 "재미있는 소음"이 포함되어 있어 의도했던 노래가 유머러스하게 거칠어지는 것을 방지한다고 지적했다.
이 커버 아트의 콘셉트는 라몬즈의 팬 거스 맥도널드가 앰프에서 랍스터 집게를 빼고 발에 뱀을 두르고 공연하는 멤버들의 모습을 묘사하면서 시작되었다. 그림이 완성된 후 맥도널드는 밴드에 이 그림을 보냈고, 밴드는 이 그림을 《Road to Ruin》 음반 커버로 만들기로 결정했다. 하지만 이 스케치에는 오리지널 드러머 토미가 포함되어 있었기 때문에 대신 마키를 묘사하도록 그림을 수정해야 했다. 이 수정 작업은 《펑크》 매거진의 동료이자 디자이너인 아티스트 존 홈스트롬이 맡았다.

## 곡 목록
| #  | 제목                                    | 작사·작곡                                   | 재생 시간 |
| -- | --------------------------------------- | ------------------------------------------- | --------- |
| 1. | 〈I Just Want to Have Something to Do〉 | 조이 라몬                                   | 2:42      |
| 2. | 〈I Wanted Everything〉                 | 디 디 라몬                                  | 3:18      |
| 3. | 〈Don't Come Close〉                    | 디 디 라몬                                  | 2:44      |
| 4. | 〈I Don't Want You〉                    | 조이 라몬, 조니 라몬, 디 디 라몬, 마키 라몬 | 2:26      |
| 5. | 〈Needles and Pins〉 (서쳐스 커버)      | 소니 보노, 잭 니체                          | 2:21      |
| 6. | 〈I'm Against It〉                      | 조이 라몬, 조니 라몬, 디 디 라몬, 마키 라몬 | 2:07      |

| #   | 제목                     | 작사·작곡                                   | 재생 시간 |
| --- | ------------------------ | ------------------------------------------- | --------- |
| 7.  | 〈I Wanna Be Sedated〉   | 조이 라몬                                   | 2:29      |
| 8.  | 〈Go Mental〉            | 조이 라몬, 조니 라몬, 디 디 라몬, 마키 라몬 | 2:42      |
| 9.  | 〈Questioningly〉        | 디 디 라몬                                  | 3:22      |
| 10. | 〈She's the One〉        | 조이 라몬, 조니 라몬, 디 디 라몬, 마키 라몬 | 2:13      |
| 11. | 〈Bad Brain〉            | 조이 라몬, 조니 라몬, 디 디 라몬, 마키 라몬 | 2:25      |
| 12. | 〈It's a Long Way Back〉 | 디 디 라몬                                  | 2:20      |